# Hitland (Nieuwerkerk aan den IJssel)
Hitland is een natuurgebied in de Nederlandse provincie Zuid-Holland. Het gebied is gelegen in de Hoogdorpse polder en deels in de Polder Esse, Gansdorp en Blaardorp ten zuiden van Nieuwerkerk aan den IJssel. Het natuurgebied is een gevarieerd gebied met water, bos, moeras en weilanden. Sporen van vroeger gebruik zijn herkenbaar in het huidige landschap. Een grote verscheidenheid aan planten en dieren is te vinden in Hitland.

## Ligging

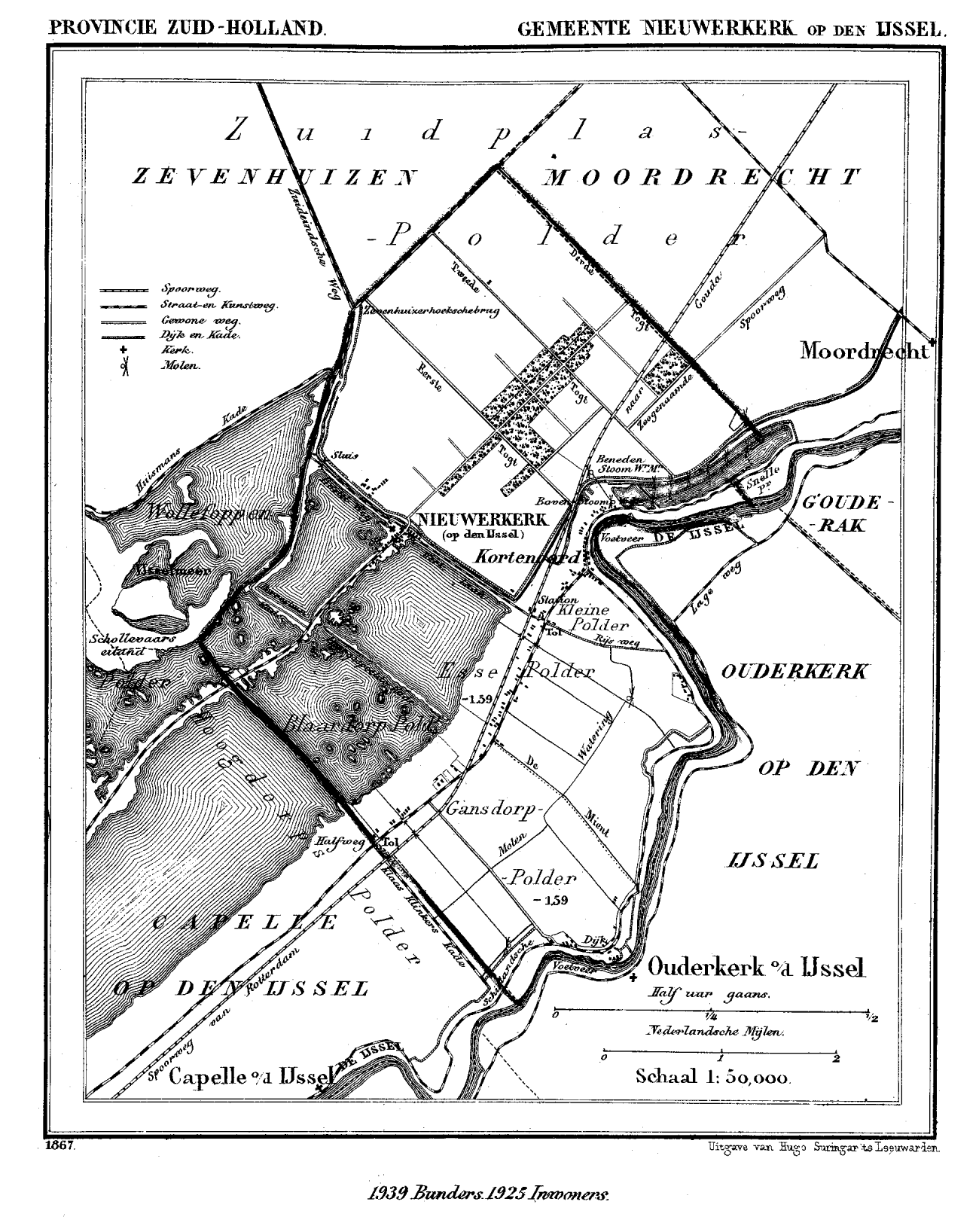
Kaart rond 1886

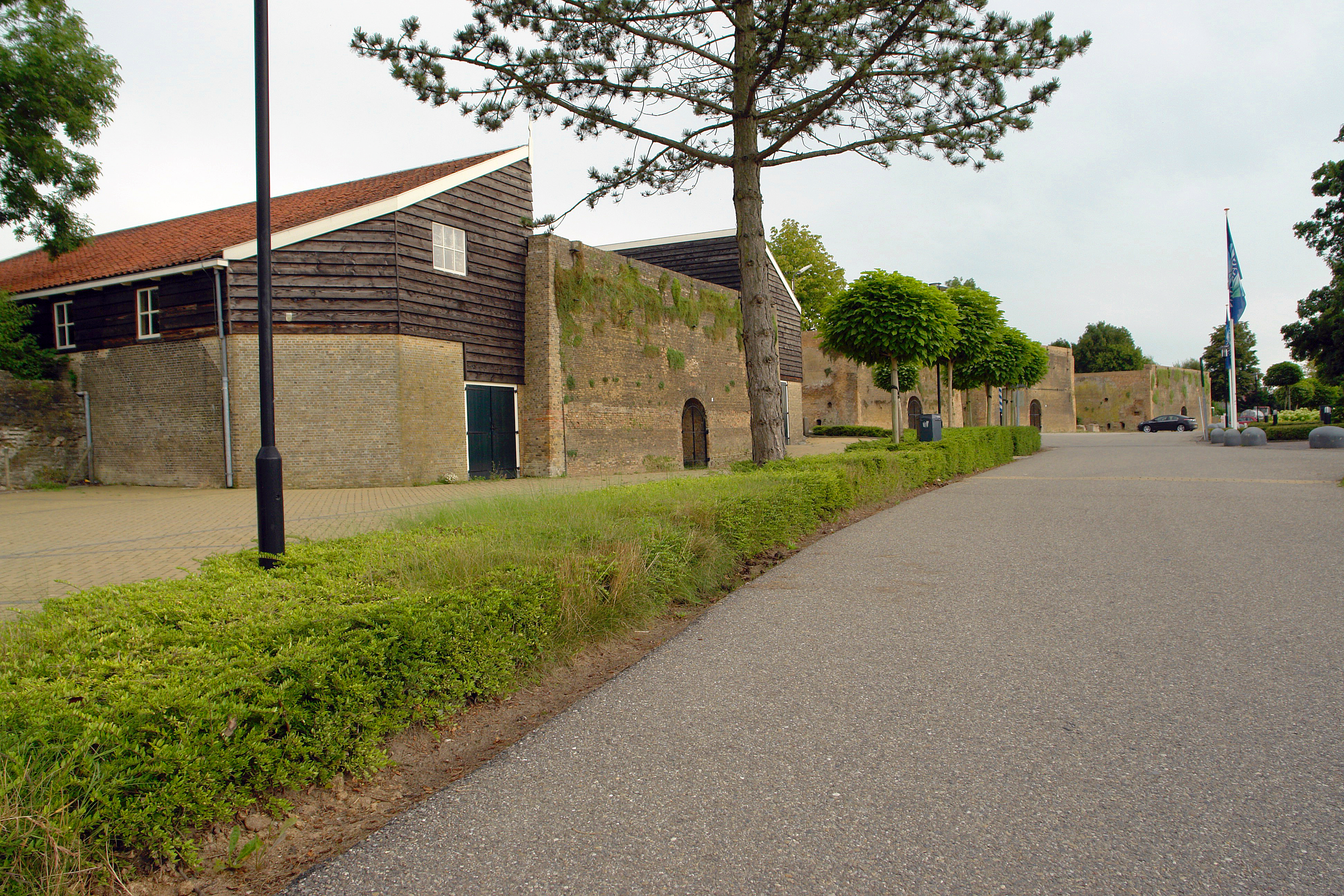
Overzicht ijsselsteenovens Klein Hitland 2013

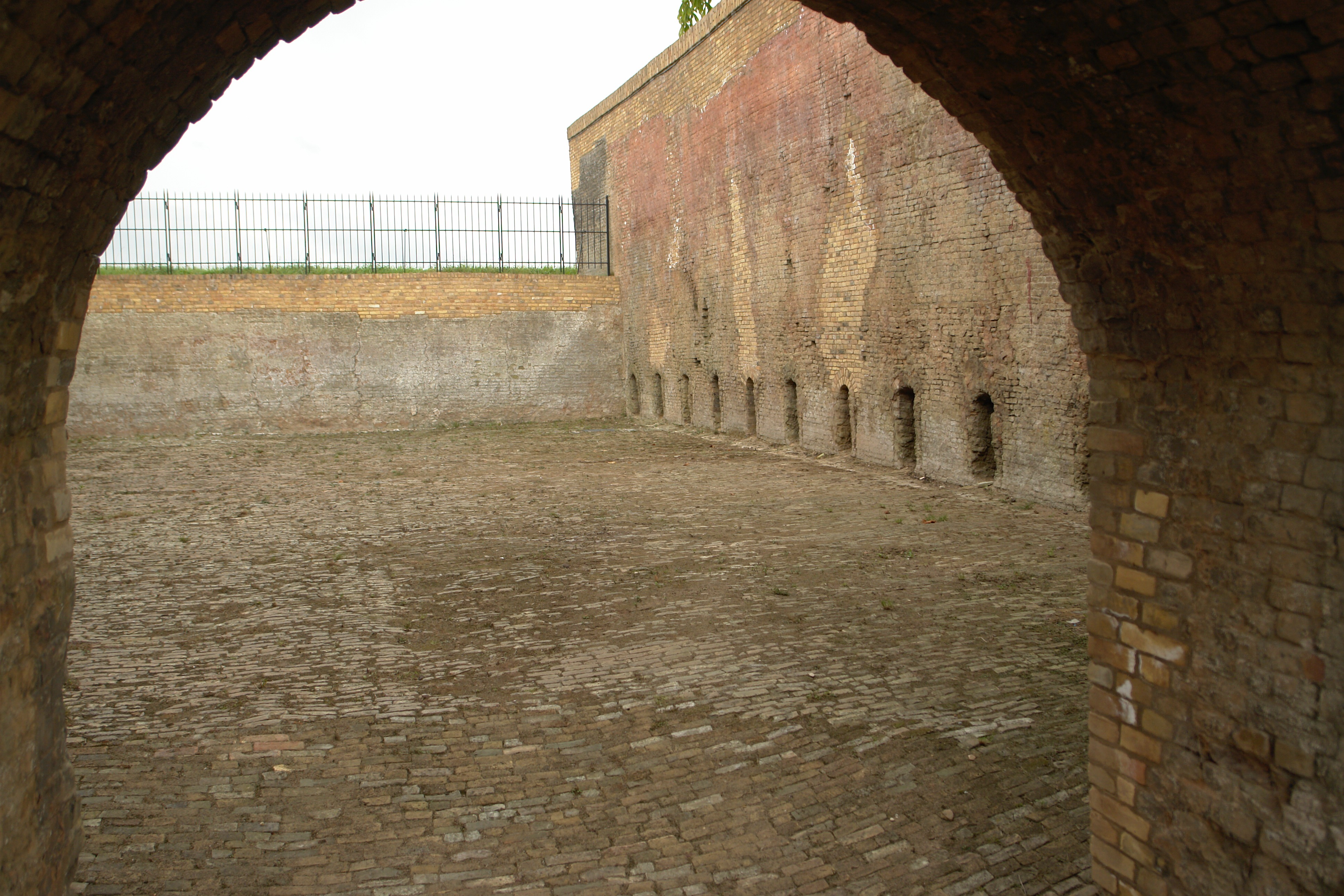
Blik in ijsselsteenoven Klein Hitland 2013

Hitland ligt tussen de rivier Hollandse IJssel en de 's-Gravenweg, de oude weg van Rotterdam naar Gouda. Langs de rivier liggen twee buurtschappen: Klein Hitland en Ver-Hitland. Vanaf Ver-Hitland is er een voetveer naar Ouderkerk aan den IJssel in de Krimpenerwaard.

## Geschiedenis
Van oudsher bestaat de bodem in dit gedeelte van Nederland uit veengrond en klei. Waar elders het veen is afgegraven, waardoor er een uitgebreid plassengebied ontstond, is dat in Hitland niet op grote schaal gebeurd. De kwaliteit van het veen bleek zo slecht, dat afgraven niet rendabel was. Slechts op drie plaatsen, verspreid over Hitland, is aan achtergebleven veenputten gevuld met water zichtbaar dat daar vroeger turf gedolven is. Er zijn in het gebied ook kleiputten gegraven waar klei nodig was voor herstel van de dijk. Dicht langs de IJsseldijk bevinden zich twee plassen, aan de kant van Kortenoord die zijn ontstaan door dijkdoorbraken. Door de kracht van het instromend water spoelde de grond weg en ontstonden diepe plassen. Dit worden wielen of kolken genoemd.

### Watersnood
Bij de watersnood van 1953 begaf de zeedijk het op de plek waar eerder een uitwateringssluis was van de molengang tussen Klein en Ver Hitland. De plek wordt gemarkeerd door een bronzen beeld van een man bij het binnenschip waarmee het gat werd gedicht.

### IJsselsteenindustrie
Aan de oever van de IJssel waren in het huidige Hitlandgebied drie steenfabrieken, steenplaatsen genaamd. Daar werden ijsselstenen gebakken. De klei bestond uit slib dat uit de IJssel werd gebaggerd vanaf slikbokken. Het werd in buitendijkse zellingen opgeslagen om te besterven. Daarna werd het vermengd met zand om de juiste samenstelling te krijgen voor de klei waarvan de rauwe ijsselsteen werd gevormd die, na droging op het plakveld en in hagen, kon worden gebakken. 
Het buitendijkse land met een steenplaats op Ver-Hitland, ten oosten van het voetveer werd in 1939 afgegraven bij een rivierbochtafsnijding bij de normalisatie van de Hollandsche IJssel. 
Twee aan de dijk liggende ovens van de binnendijkse steenplaats op Ver-Hitland werden na sluiting in de Eerste Wereldoorlog gesloopt. De jongste op het terrein gebouwde veldsteenoven, die vanwege de laadrug aan de voorkant 'De Olifant' werd genoemd, bleef staan. Deze bijzondere oven werd in 1972 verbouwd tot villa onder architectuur van Gunnar Daan en valt net als de grote dijkboerderij van de voormalige steenfabrikanten Van Lange aan de Groenendijk onder monumentenzorg. Het terrein kreeg een herbestemming en heet sinds 2013 Leefgoed de Olifant.
Op Klein Hitland bleven vier ovens staan van steenfabriek Mijnlieff die als laatste van de drie fabrieken in 1964 sloot. Deze ovens vallen ook onder monumentenzorg. Eén van de vier werd in 1989 gerestaureerd, tezamen met de turfschuren. De muren met stookgaten van de overige drie oven zijn in 2011 hersteld. De stichting Steenovens Klein Hitland ijvert ervoor om de ovens een nieuwe publieksbestemming te geven.

## Flora en fauna

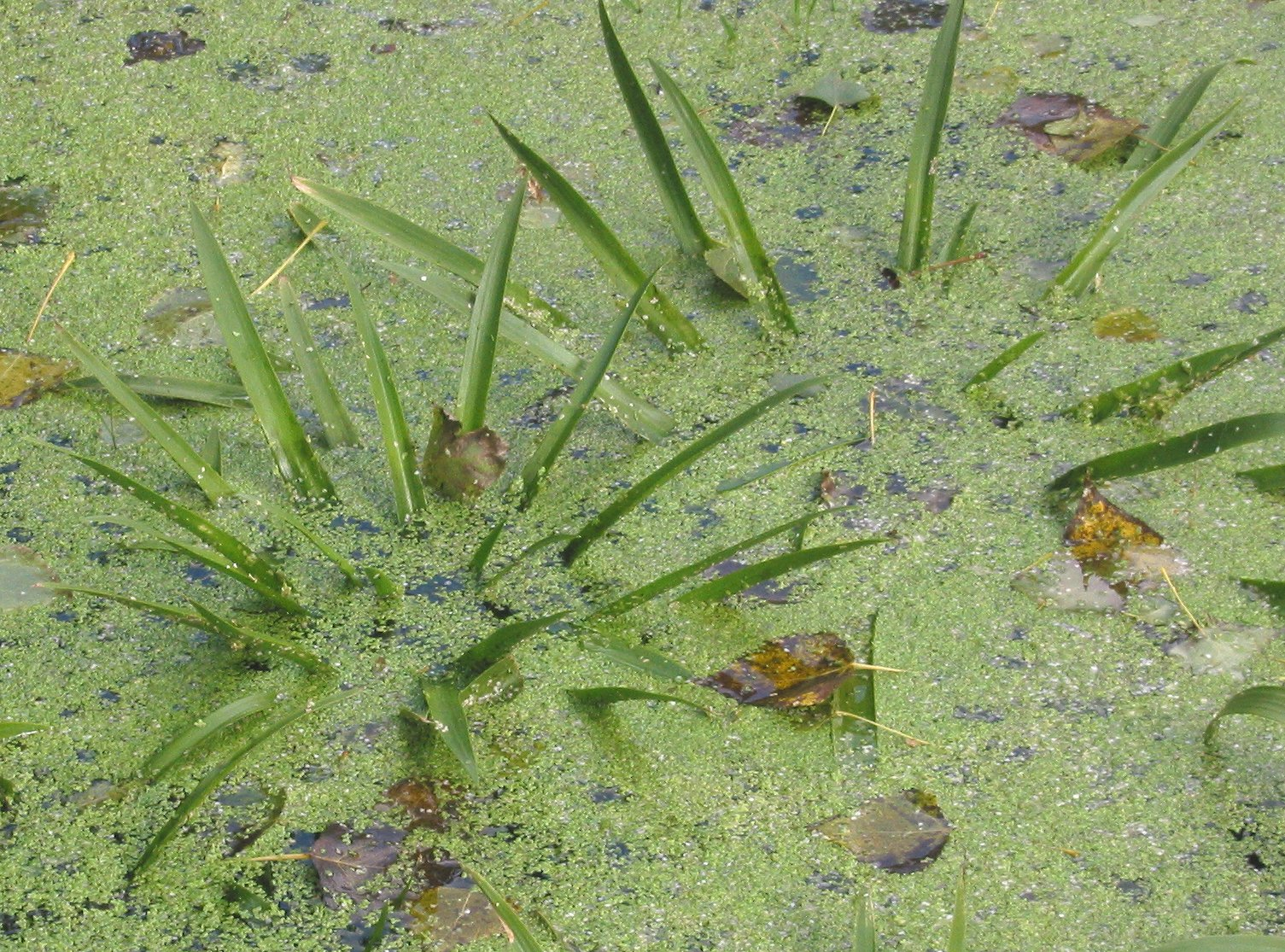
Krabbenscheer

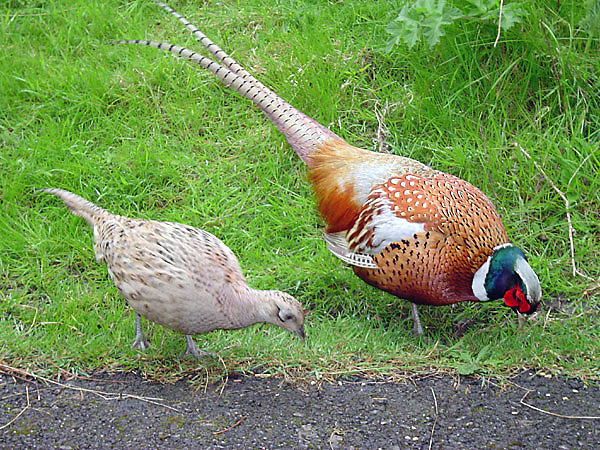
Fazantenpaar

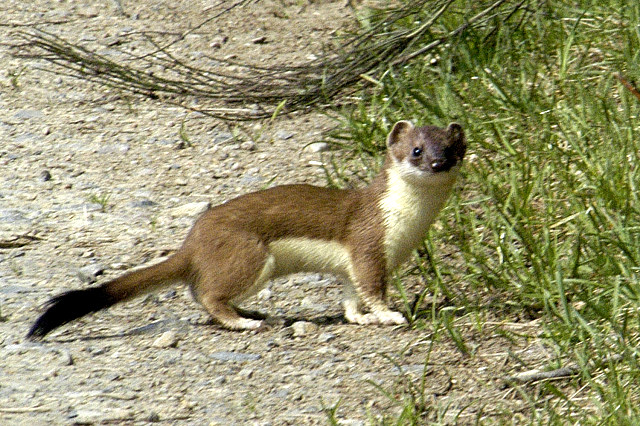
Hermelijn

### Bomen en planten
Een populierenbos bevindt zich in het noorden van Hitland. In het zuiden is er bos van wilgen en elzen. Eveneens in het zuiden zijn er de moerassen met veel riet en waterplanten: grote en kleine lisdodde, rietorchis, ratelaar, krabbenscheer en zwanenbloem.

### Vogels
Een groot gedeelte van Hitland bestaat uit water. Het middengedeelte van Hitland is een veenweidegebied, met betrekkelijk smalle stukken weiland en daartussen brede sloten. Daarnaast zijn er de al genoemde veenputten en de wielen. Een en ander trekt veel water- en weidevogels aan. Grutto, wulp, kievit, kluut, tureluur, plevier, stern, visdiefje en vooral ook de talrijke fazanten laten zich gemakkelijk zien. Ook aanwezig zijn de blauwborst en de schuwere rietvogels zoals de rietgors en het baardmannetje. Van de roofvogels vliegen er de buizerd en de torenvalk en, zij het zeldzamer, ransuilen. De ooievaar en blauwe reiger broeden er. Steeds vaker worden er de zilverreiger, kleine zilverreiger, purperreiger,koereiger , lepelaar en roerdomp waargenomen.
Het weidegebied trekt ook veel eenden-, zwanen- en ganzensoorten, waarvan de meest opvallende exoten de nijlgans en de zwarte zwaan.

### Zoogdieren
Het kost geen moeite hazen, vaak meer tegelijk, te zien wegschieten. Moeilijker te zien, maar zeker aanwezig zijn de hermelijn en de wezel. Daarnaast zijn er bosmuizen en veldmuizen te vinden. Doordat in veenweidegebied gemakkelijk gangen zijn te graven, voelt ook de mol zich er thuis.

## Recreatie
In het gebied bevinden zich wandelpaden door wilgenbossen en weiden, soms in de vorm van knuppelpaden. In Hitland-Zuid is een golfbaan, Golfbaan Hitland. Vanaf een kanosteiger kan door een groot deel van Hitland worden gevaren. Bij Klein Hitland zijn de vier veldsteenovens en er is een recreatiepark met manege en ruiterpaden. ‘s Winters wordt bij het evenemententerrein aan de Hitlandselaan een veld onder water gezet om te gebruiken als ijsbaan.
De fietsers door het gebied hebben via het voetveer op Ver Hitland aansluiting op de fietsroutes in de Krimpenerwaard. Een voormalige werkhaven is ligplaats voor oude binnenvaartschepen. De steenoven aldaar is bij gelegenheid te bezoeken. Hij maakt deel uit van Leefgoed de Olifant, de schuren hiervan zijn verbouwd tot vergader- en horecafaciliteiten.

## Herkomst naam
Een klein paard wordt wel een 'hit' genoemd. Shetlandpony's werden op de steenplaatsen gebruikt als lastdier. Een oude Nederlandse naam voor de Shetlandeilanden is 'Hitlandt'. Het verhaal dat de naam daarvan afkomstig is valt te betwijfelen. Het meest waarschijnlijk is het afkomstig van Heel land, lokaal uitgesproken als hiilland. De benaming heelland komt voor op een kaart van voor de drooglegging van de polder Prins Alexander. Dit gebied mocht niet worden verveend om de belangrijke ‘s-Gravenweg en de Schielandse Hogezeedijk niet in gevaar te brengen. Daarna duikt de naam ‘Hitland’ op. Heel land refereert eraan dat dit gebied niet ten prooi is gevallen aan de destructieve vervening. ‘Klein’ van Klein Hitland komt mogelijk van de oude klei die in het gebied ernaast in de Cleijnpolder werd gewonnen ten behoeve van de steenplaats bij Kortenoord die al in de 15 eeuw bestond. Klei voor ijsselsteen werd later uit de rivier gebaggerd. Ook voor de steenplaats op Klein Hitland die later werd gesticht. De rest heette toen Groot Hitland, daar viel ook Ver-Hitland onder. Ver-Hitland kwam nog later als naam voor de buurtschap op, omdat deze buurtschap zo ver van de Nieuwerkerkse kern ligt. In het verleden werd de buitendijkse steenplaats op Ver-Hitland ook wel Matthijs Vranken steenplaats genoemd naar de stichter, of ‘De Grootte’ en de binnendijkse op Ver-Hitland ‘Klein Hitland’, terwijl die op het huidige Klein Hitland ‘Hitland’ werd genoemd. Allemaal erg warrig.